# يوناديلا (نبراسكا)
يوناديلا (بالإنجليزية: Unadilla, Nebraska)‏ هي منطقة سكنية تقع في الولايات المتحدة في مقاطعة أوتوي، نبراسكا. يقدر عدد سكانها بـ 311 نسمة ومساحتها 0.80 كم2 وترتفع عن سطح البحر 337 متر.

## التركيبة السكانية
قام مكتب تعداد الولايات المتحدة بتحديد بيانات التركيبة السكانية ليوناديلا في تعداد الولايات المتحدة. في ما يلي، التركيبة السكانية حسب تعدادي 2000 و2010.

### تعداد عام 2000
بلغ عدد سكان يوناديلا 342 نسمة بحسب تعداد عام 2000، وبلغ عدد الأسر 139 أسرة وعدد العائلات 97 عائلة مقيمة في القرية. في حين سجلت الكثافة السكانية 1,183.5 نسمة لكل ميل مربع (457.0/كم2). وبلغ عدد الوحدات السكنية 144 وحدة بمتوسط كثافة قدره 498.3 نسمة لكل ميل مربع (192.4/كم2).
وتوزع التركيب العرقي للقرية بنسبة 98.54% من البيض و 0.29% من الأمريكيين الأصليين.
بلغ عدد الأسر 139 أسرة كانت نسبة 32.4% منها لديها أطفال تحت سن الثامنة عشر تعيش معهم، وبلغت نسبة الأزواج القاطنين مع بعضهم البعض 64.7% من أصل المجموع الكلي للأسر، ونسبة 1.4% من الأسر كان لديها معيلات من الإناث دون وجود شريك، وكانت نسبة 30.2% من غير العائلات. تألفت نسبة 27.3% من أصل جميع الأسر من أفراد ونسبة 17.3% كانوا يعيش معهم شخص وحيد يبلغ من العمر 65 عاماً فما فوق. وبلغ متوسط حجم الأسرة المعيشية 2.98، أما متوسط حجم العائلات فبلغ 2.46.
بلغ العمر الوسطي للسكان 41 عاماً. وكانت نسبة 24.3% من القاطنين تحت سن الثامنة عشر، وكانت نسبة 6.1% بين الثامنة عشر والأربعة وعشرون عاماً، ونسبة 27.2% كانت واقعةً في الفئة العمرية ما بين الخامسة والعشرون حتى والأربعة وأربعون عاماً، ونسبة 24.0% كانت ما بين الخامسة والأربعون حتى الرابعة والستون، ونسبة 18.4% كانت ضمن فئة الخامسة والستون عاماً فما فوق. يوجد لكل 100 أنثى 104.8 ذكر، ويوجد لكل 100 أنثى في الثامنة عشر من عمرها فما فوق 103.9 ذكر.
بلغ متوسط دخل الأسرة في القرية 40,625 دولار، أما متوسط دخل العائلة فبلغ 51,875 دولار. وكان متوسط دخل الذكور 35,446 دولار مقابل 27,188 دولار للإناث. وسجل دخل الفرد الخاص بالقرية 18,049 دولار. وكانت نسبة 8.1% من العائلات ونسبة 16.6% من السكان تحت خط الفقر، وكان من هؤلاء نسبة 23.9% تحت سن الثامنة عشر ونسبة 15.0% في الخامسة والستين من العمر وما فوق.

### تعداد عام 2010
بلغ عدد سكان يوناديلا 311 نسمة بحسب تعداد عام 2010، وبلغ عدد الأسر 132 أسرة وعدد العائلات 95 عائلة مقيمة في القرية. في حين سجلت الكثافة السكانية 1,003.2 نسمة لكل ميل مربع (387.3/كم2). وبلغ عدد الوحدات السكنية 147 وحدة بمتوسط كثافة قدره 474.2 لكل ميل مربع (183.1/كم2).
وتوزع التركيب العرقي للقرية بنسبة 96.1% من البيض و 1.0% من الأمريكيين الأصليين و 0.6% من الأمريكيين الأفارقة و 1.6% من عرقين مختلطين أو أكثر.
بلغ عدد الأسر 132 أسرة كانت نسبة 28.8% منها لديها أطفال تحت سن الثامنة عشر تعيش معهم، وبلغت نسبة الأزواج القاطنين مع بعضهم البعض 61.4% من أصل المجموع الكلي للأسر، ونسبة 6.8% من الأسر كان لديها معيلات من الإناث دون وجود شريك، بينما كانت نسبة 3.8% من الأسر لديها معيلون من الذكور دون وجود شريكة وكانت نسبة 28.0% من غير العائلات. تألفت نسبة 25.0% من أصل جميع الأسر من أفراد ونسبة 16.7% كانوا يعيش معهم شخص وحيد يبلغ من العمر 65 عاماً فما فوق. وبلغ متوسط حجم الأسرة المعيشية 2.75، أما متوسط حجم العائلات فبلغ 2.36.
بلغ العمر الوسطي للسكان 44.1 عاماً. وكانت نسبة 19.3% من القاطنين تحت سن الثامنة عشر، وكانت نسبة 7% بين الثامنة عشر والأربعة وعشرون عاماً، ونسبة 25.7% كانت واقعةً في الفئة العمرية ما بين الخامسة والعشرون حتى والأربعة وأربعون عاماً، ونسبة 28% كانت ما بين الخامسة والأربعون حتى الرابعة والستون، ونسبة 19.9% كانت ضمن فئة الخامسة والستون عاماً فما فوق. وتوزع التركيب الجنسي للسكان بنسبة 50.2% ذكور و49.8% إناث.